# Brun törnskrika
Brun törnskrika (Pseudoseisura lophotes) är en fågel i familjen ugnfåglar inom ordningen tättingar.

## Utseende och läte
Brun törnskrika är en stor och rostbrun ugnfågel med lång tofs på huvudet och genomträngande gula ögon. Den omusikaliska sången avges vanligen som en duett.

## Utbredning och systematik
Fågeln förekommer från sydöstra Bolivia till västra Paraguay, södra Brasilien, Uruguay och norra Argentina. Den delas in i två underarter med följande utbredning:
- Pseudoseisura lophotes lophotes – södra Bolivia och västra Paraguay
- Pseudoseisura lophotes argentina – norra och centrala Argentina, sydöstra Brasilien och Uruguay

## Levnadssätt
Brun törnskrika hittas i lövfällande skogar, ungskog och öppet skogslandskap. Den kan också påträffas i trädgårdar och parker. Fågeln ses mestadels födosöka på marken.

## Status och hot
Arten har ett stort utbredningsområde, men tros minska i antal, dock inte tillräckligt kraftigt för att den ska betraktas som hotad. Internationella naturvårdsunionen IUCN listar arten som livskraftig (LC).